# Kaoru Fukuda
Pour les articles homonymes, voir Fukuda.
Kaoru Fukuda (福田 かおる, Fukuda Kaoru), née le 10 mai 1985, est une femme politique japonaise, représentant Tokyo à la Chambre des représentants du Japon pour le Parti libéral-démocrate.

## Jeunesse et carrière pré-électorale
Fukuda naît le 10 mai 1985 à Takaoka, dans la préfecture de Toyama. Elle effectue ses études supérieures à l'université de Tokyo, où elle se spécialise dans le droit. Elle complète ces études par un deuxième cycle universitaire à l'université Columbia. 
Elle rejoint le ministère de l'Agriculture, des Forêts et de la Pêche dès la fin de ses études, où elle commence sa carrière en tant que chargée de promotion des exportations japonaises à l'international. Parmi sa carrière au ministère, elle contribue à la rédaction de nombreux projets de lois. Alors qu'elle est employée au ministère, elle crée un groupe de recherche politique, composé de jeunes employés bénévoles. 

## Carrière électorale
En 2022, Fukuda décide de prendre sa retraite du ministère, et de commencer une carrière politique. Elle rejoint la même année le cabinet de Ken Saitō, un ancien ministre de l'Agriculture, et le suit dans sa nomination au Ministère de la Justice la même année.
Fukuda se présente pour la première fois à un scrutin national en 2024, lors des élections législatives de la même année, sous l'investiture du Parti libéral-démocrate, alors au pouvoir. Elle se présente dans la dix-huitième circonscription de Tokyo, fief de l'ancien premier ministre Naoto Kan, et affronte Reiko Matsushita (ja). Elle remporte cette élection d'une courte tête, et fait ainsi son entrée à la Diète du Japon,. Reiko Matsushita (ja), quant à elle, fait tout de même son entrée à la Diète grâce à la relance proportionnelle,.

## Prises de position
Comme la majorité des représentants de son parti, Fukuda estime également que l'énergie nucléaire est nécessaire à la contribution énergétique japonaise pour le moment, même si l'armement nucléaire ne devrait pas être envisagé. En outre, elle souhaite une révision de la Constitution antimilitariste du Japon. Fukuda se déclare également opposé à l'acquisition du droit de vote par les étrangers.
D'un point de vue social, elle répond en 2024 être favorable à la reconnaissance du mariage homosexuel par le Japon. Par ailleurs, Fukuda s'oppose aux tentatives de changer la loi japonaise qui impose aux conjoints de porter le même nom. Elle est opposée au maintien des femmes dans la famille impériale japonaise après leur mariage, ainsi qu'à l'ascension d'une femme sur le trône de Chrysanthème.

## Controverses
Dès son élection, et lors de sa première entrée à la Diète, Fukuda crée la polémique en se prenant en selfie avec une autre députée nouvellement élue du PLD, Jun Mukōyama (ja) dans l'enceinte du bâtiment, ce qui est interdit par le règlement intérieur.  